# Мицуо Като
Мицуо Като (јап. 加藤 光雄; 22. јануар 1953) јапански је фудбалер.

## Каријера
Током каријере играо је за Мицубиши.

## Репрезентација
За репрезентацију Јапана дебитовао је 1979. године.

## Статистика
| Јапан  | Јапан | Јапан |
| Год.   | Ута.  | Гол.  |
| ------ | ----- | ----- |
| 1979   | 1     | 0     |
| Укупно | 1     | 0     |